# ارتور لیون (ورزشکار)
آرتور لیون (انگلیسی: Arthur Lyon; ۱ اوت ۱۸۷۶ – ۱۳ ژوئن ۱۹۵۲) ورزشکار شمشیربازی اهل ایالات متحده آمریکا بود.
وی در مسابقات کشوری و بین‌المللی در مجموع برندهٔ ۱ مدال برنز شده‌است.